# Bajura
Bajura je jedním ze sedmdesáti pěti okresů v Nepálu, vnitrozemském státu v Jižní Asii. Bajura má rozlohu 2188 km2 a 108 781 obyvatel (údaje z roku 2001).

## Vesnice v Bajura
(informace z roku 1991)
- Atichaur — v roce 1991 měla 2968 obyvatel a 546 domů.
- Baddhu — 3778 obyvatel, 748 domů.
- Bai — 2878 obyvatel, 551 domů.
- Barhabise — 5543 obyvatel, 1169 domů.
- Bichhiya — 1904 obyvatel, 352 domů.
- Bramhatola — 4855 obyvatel, 1011 domů.
- Budhiganga — 2459 obyvatel, 470 domů.
- Chhatara
- Dahakot — 3312 obyvatel, 569 domů.

Dogadi, Gotree, Gudukhati, Jagannath, Jayabageswori, Jugada, Kailashmandau, Kanda, Kolti, Kotila, Kuldeumadau, Manakot, Martadi, Pandusain, Rugin, Sappata, Tolodewal